# Wehrkirche (Neumorschen)

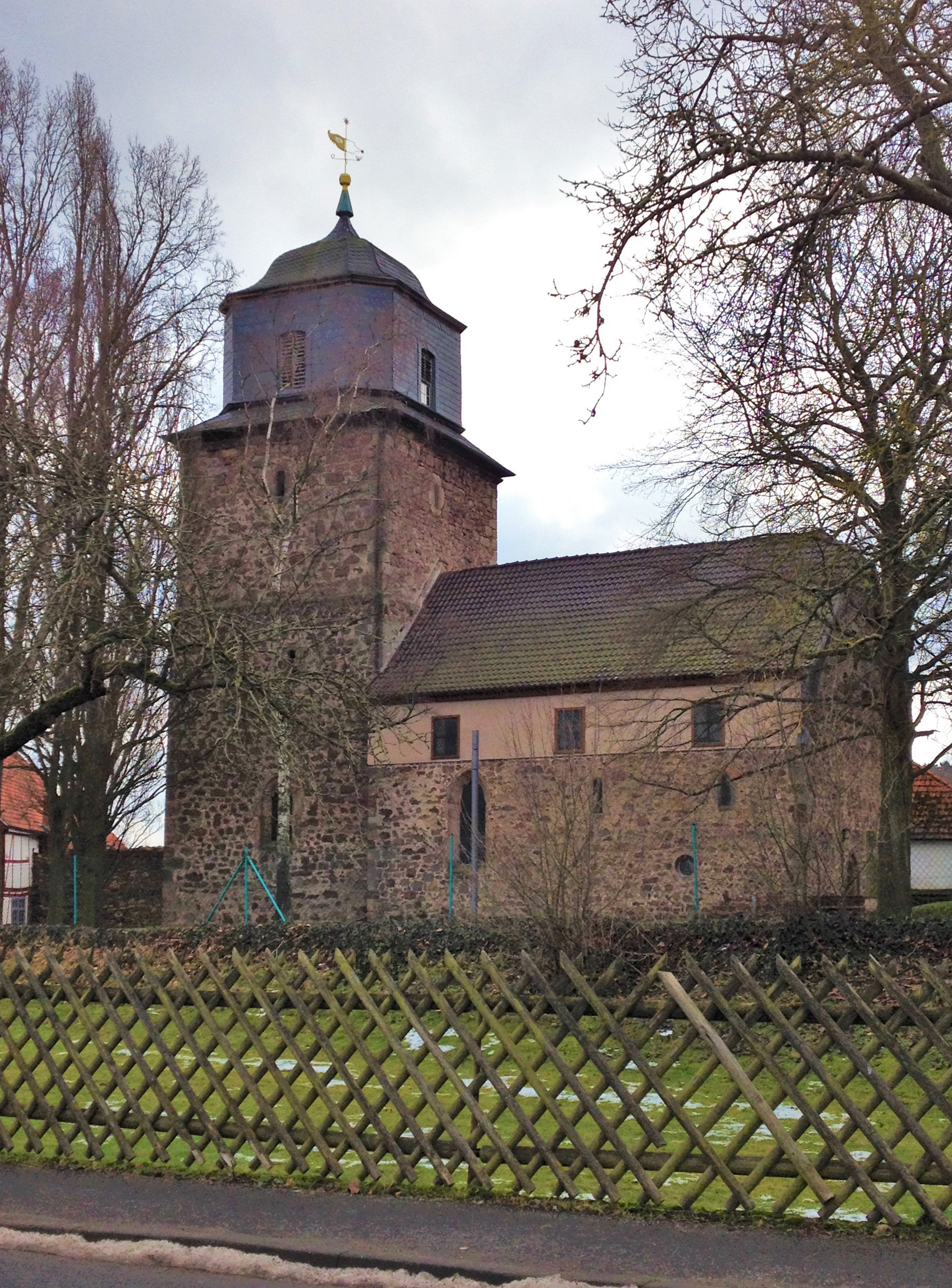
Wehrkirche in Neumorschen

Die Wehrkirche, auch Jakobikirche, ist eine evangelische Kirche in Neumorschen und gehört zum Kirchenkreis Schwalm-Eder der Evangelischen Kirche von Kurhessen-Waldeck. Die auf einer spätromanischen Chorturmanlage stehende Wehrkirche stammt aus dem 15. Jahrhundert.

## Geschichte
Während des Baus erhielt das Gotteshaus einen Wehrkirchhof mit Ringmauer und Schießscharten.
Nach vielen Jahrhunderten der kirchlichen Nutzung erfolgte im Jahr 2014 eine grundlegende Renovierung, sowohl außen als auch innen. Die aus der Reformationszeit stammende Kanzel erhielt bei diesen Arbeiten ihre ursprünglichen Farben zurück. Restauriert wurde auch die Orgel mit ihren vergoldeten Schnitzereien aus dem Jahr 1730. An der Südwand entdeckten die mit der Renovierung beauftragten Fachleute unter mehreren Farbschichten Wandmalereien aus dem 14. und 18. Jahrhundert und legten sie teilweise frei.
Als neues Element schuf der Münchener Lichtplaner Wolfgang Engelhardt eine Lichtinstallation.